# Elis Bedoire
Elis Henric Bedoire (franskt uttal: [bɛdwaʁ]), född 2 juli 1844 i Stora Skedvi, död 19 juli 1883 i Norrköping, var en svensk ingenjör, uppfinnare och mottagare av Polhemspriset (1881).

## Biografi
Bedoire var son till possessionaten Johan Axel Bedoire, i släkten Bedoire, och sonson till brukspatronen på Gysinge och Molnebo Jean Henric Bedoire. Han var gift två gånger, 1874 och 1880, och hade flera barn i båda giftena.
Elis Bedoire studerade vid elementarläroverket i Västerås och arbetade några år som bokhållare och biträde innan han 1868-1869 fortsatte studierna vid Bergsskolan i Filipstad och därefter vid Teknologiska institutet i Stockholm (föregångaren till KTH). Han praktiserade vid Svanå bruk (vid Surahammar) och Västanfors bruk (vid Fagersta) samt vid Kruppkoncernen i Tyskland. Han var 1873-1875 anställd som ingenjör vid Iggesunds bruk, 1875-1876 vid Boxholms bruk. Från 1 mars 1876 och till sin död var han driftingenjör vid Holmens bruk i Norrköping. Där ledde han bland annat arbetet med en stor dammbyggnad 1880. Uppfinnare av turbinkonstruktioner och belönad med Polhemsmedaljen (Polhemspriset).
Som Jernkontorets stipendiat gjorde han studieresor till Tyskland, Frankrike, Italien och Österrike.
En nekrolog lär finnas i Post- och Inrikes Tidningar, juli 1883. 

## Skrifter
- Pappersfabrikationens grunddrag (1878)
- "Bidrag till utredning af förhållandena vid turbiner och af villkoren för god effekt" (1881), uppsats publicerad i Ingenjörsföreningens förhandlingar för 1881, belönad med Polhemspriset.